# Glenea florensis
Glenea florensis là một loài bọ cánh cứng trong họ Cerambycidae.